# Уркер
„Уркер“ (на казахски: Үркер – „Плеяди“) е казахска етно поп и рок група, основана през 1994 г.

## История и творчество
Групата е образувана в Алмати, Казахстан от вокалиста и композитор Айдос Сагат. Той е на 24 години, когато основава групата. Първият албум на групата е издаден през 1997 г. Музиката на групата съчетава в себе си традиционни казахски народни мелодии и съвременни естрадни ритми. Музикантите са гастролирали в Германия, Франция, Турция, Туркменистан и САЩ.
Първия си клип групата снима за песента „Ансарым“ (музика – Айдос Сагат, текст – О. Билялов). Клипът към песента „Махаббат әні“ става единственият казахски музикален клип, получил безплатна ротация по канала MTV Russia. Уркер е, също така, единствената казахска група, чиито клипове биват показани по американския канал LINK TV, с аудитория от 26 милиона зрители.. Това е и най-слушаната казахска група в YouTube. Някои от текстовете на песните са написани от поета и изследовател на тенгризма Оралтай Билялов.
Група „Уркер“ е участник в множество конкурси и фестивали, сред които са: казахските „Азия Дауысы“ и „Жас Канат“, първият международен конкурс за поп музика от тюркоезичните страни в Турция (1998 г.), фестивалът „Шелковый путь“ в Крим, „Космодром“ в Новосибирск, „Нашествие“ и други.
Колективът е отличен като лауреат на Националната музикална премия в номинация „Най-добра група за 2000 година“. Удостоена е с наградите „Золотой диск“ за най-добра песен на десетилетието – „Наурыз“, която бива занесена в Британския каталог на изкуствата „Visting Arts“, както и с „European Champion of folk“ на конкурса Eurofolk 2008. През 1999 г. групата изнася голям концерт в Двореца на студентите в Алмати. През 2006 г. Айдос написва музиката към художествения филм на А. Айтуров „Степной экспресс“ и получава награда за „Най-добър кино композитор“ на руския кинофорум „Золотой Витязь“. От 2007 г. насам „Уркер“ е търговска марка и обществена организация, под името „Творческо обединение Уркер“. Песни на групата са звучали по радиостанциите BBC, Radio France Internationale, Funkhouse Europe, Наше Радио и други. През 2004 г. групата отбелязва 10-годишен юбилей от своята творческа деятелност, в чиято продължителност са издадени 5 албума, 17 видеоклипа, изсвирени са голямо количество концерти в различни страни, в това число и участия в големи акции от държавно ниво, като презентация на новата столица на Казахстан – Астана, „Millenium Party Astana“. В град Алмати съществува улица, наречена Уркер. От 2008 г. Айдос Сагат е член на Съвета на младежките работи към президента на Република Казахстан. Казахската актриса и модел Асел Сагатова изиграва първата си роля в клип към песен на Уркер.
От 2010 г. Айдос Сагат е експерт на ЮНЕСКО по проблемите на музикалното образование и „Почетен патрон“ на ООН в Казахстан. През ноември 2010 г. Айдос Сагат сътрудничи с управлението на Върховния комисариат на ООН за бежанците, в качеството си на „Почетен патрон“ в Казахстан. На 15 септември 2012 г. Айодс Сагат влиза в състава на журито на песенния конкурс „Алматым жүрегімде“, на който е избрана песен-визитна картичка на град Алмати.
През 2013 г. Айдос Сагат работи над музиката за мини телевизионния сериал „Ауыл сақшысы“ (Инспектор аула).
Айдос Сагат е основател на международния проект No Mad Karma. През 2015 г. групата издава ремикс под името „27“, който се изкачва до 11-о място в музикалната класация Music Week, оставяйки зад себе си песни на изпълнители като Рики Мартин, Леона Люис и Давид Гета. Композицията е посветена на така наречения Клуб 27 – музиканти починали на 27-годишна възраст. Текстът на песента е написан от Дейвид Сие – братовчед на Ейми Уайнхаус.

## Членове
- Айдос Сагат – вокали, текст, клавири. Завършил е музикална консерватория, а от 1997 г. е член на Съюза на композиторите в Казахстан.[11]
- Рустам Мусим – китара. Няма музикално образование, но е инженер. Преди „Уркер“ свири и в няколко други групи.[12]
- Нурлан Албан – текст, вокал, домбра. Напсука групата през 2009 г.[13]
- Нурлан Сейлов – барабани. Напуска групата през 2000-те години.[11]
- Даурен Сиздиков – бас китара, вокали. Напуска групата през 2000-те години.[11]

## Дискография
- Ansarym (1997)
- Toi Bastar (1998)
- Urker (2001)
- Made in Kazakhstan (2002)
- The best of Urker (2004)
- Tolgau (2008)
- Мне не забыть (2009)